# Air Traffic Chaos
Air Traffic Chaos es un videojuego de simulación de tráfico aéreo desarrollado por Sonic Powered y publicado por Majesco Entertainment para el Nintendo DS. Anteriormente fue lanzado en Japón con el nombre Boku wa Kōkū Kanseikan (ぼくは航空管制官?  "Soy Un Controlador de Tráfico Aéreo"), y fue lanzado más tarde en la región europea (PAL) bajo el nombre Air Traffic Controller by DS. Un demo estuvo disponible antes de su lanzamiento a través del Canal de Nintendo de Wii .
El jugador toma control de una torre de control de un aeropuerto por un tiempo limitado. Durante este tiempo, el jugador debe conseguir cierta puntuación. Los puntos se consiguen dándole órdenes a los aviones para que despeguen y aterricen de forma segura. El juego tiene un total de 15 niveles.
Cada nivel tiene 3 dificultades; fácil, medio y difícil. Cada nivel aumenta la dificultad, el tiempo y el número de aviones para hacer despegar y aterrizar.
El jugador puede compartir sus puntajes y medallas con hasta 7 otros jugadores a través de la biblioteca ATC.

## Recepción
El juego recibió críticas mediocres según el sitio web Metacritic. En Japón, Famitsu lo dio una puntuación de un seis y tres sietes para un total de 27 de 40.
GameSpot le dio el premio Most Surprisingly Good Game de sus Premios Especiales de 2008. También fue nominado para Best Game No One Played de sus Honores Dudosos de 2008.